# Ріку Ріскі
Ріку Ріскі (фін. Riku Riski, нар. 16 серпня 1989, Турку) — фінський футболіст, нападник клубу «Русенборг».
Виступав, зокрема, за клуб «ТПС», а також національну збірну Фінляндії.

## Клубна кар'єра
Народився 16 серпня 1989 року в місті Турку. Вихованець футбольної школи клубу Maskun Palloseura.
У дорослому футболі дебютував 2006 року виступами за команду клубу «ТПС», в якій провів чотири сезони, взявши участь у 82 матчах чемпіонату. Більшість часу, проведеного у складі «ТПС», був основним гравцем атакувальної ланки команди.
Згодом з 2011 по 2013 рік грав у складі команд клубів «Відзев», «Еребру» та «Генефосс».
До складу клубу «Русенборг» приєднався 2014 року. Відтоді встиг відіграти за команду з Тронгейма 29 матчів у національному чемпіонаті.

## Виступи за збірні
Протягом 2008–2010 років залучався до складу молодіжної збірної Фінляндії. На молодіжному рівні зіграв у 14 офіційних матчах, забив 2 голи.
У 2011 році дебютував в офіційних матчах у складі національної збірної Фінляндії. Наразі провів у формі головної команди країни 19 матчів, забивши 5 голів.
| Дата       | Місто         | Господарі         | Результат | Гості     | Турнір            | Голи | Примітки |
| ---------- | ------------- | ----------------- | --------- | --------- | ----------------- | ---- | -------- |
| 09-02-2011 | Гент          | Бельгія           | 1 – 1     | Фінляндія | товариський матч  | -    |          |
| 29-03-2011 | Авейру        | Польща            | 2 – 0     | Фінляндія | товариський матч  | -    |          |
| 03-06-2011 | Серравалле    | Сан-Марино        | 0 – 1     | Фінляндія | Відбір до ЧЄ 2012 | -    |          |
| 10-08-2011 | Рига          | Латвія            | 0 – 2     | Фінляндія | товариський матч  | -    |          |
| 22-01-2012 | Порт-оф-Спейн | Тринідад і Тобаго | 2 – 3     | Фінляндія | товариський матч  | 1    |          |
| 29-02-2012 | Клагенфурт    | Австрія           | 3 – 1     | Фінляндія | товариський матч  | -    |          |
| Усього     |               | Матчів            | 12        |           | Голів             | 2    |          |

## Титули і досягнення
- Чемпіон Фінляндії (4):

ГІК: 2018, 2020, 2021, 2022
- Володар Кубка Фінляндії (2):

ТПС: 2010
ГІК: 2020